# Rogeria sublevinodis
Rogeria sublevinodis är en myrart som beskrevs av Carlo Emery 1914. Rogeria sublevinodis ingår i släktet Rogeria och familjen myror. Inga underarter finns listade i Catalogue of Life.